# Alvin és a mókusok
Alvin és a mókusok (česky Alvin a čipmánkové) je maďarská punk rocková skupina z města Nyíregyháza založená v roce 1993.

## Kapela
Kapela vznikla roku 1993 po názvem Antigané ve městě Nyíregyháza. Později se přejmenovala na současný název.
První demo vydala roku 1994 pod názvem Kurva élet (Kurva život). Kapela oslavila 22. října 2003 v Petőfi Csarnok deset let své existence.
V dubnu 2004 kapela získala na Viva TV titul: Az év legjobb punk-rock zenekara (Nejlepší punk-rocková kapela roku).
V prosinci 2011 skupina velkými koncerty ve městech Budapest a Nyíregyháza oslavila své 18. narozeniny.

## Členové

### Současní členové
- Alvin (István Pásztor) - zpěv, kytara
- Viki (Viktória Csoma) - zpěv, baskytara
- Zoli (Zoltán Bánfalvi) - bicí

### Dřívější členové
- Gergely Figula - bicí
- Kisbéres
- János Vígh

## Diskografie
| Rok  | Název alba                             | Poznámka                                   |
| ---- | -------------------------------------- | ------------------------------------------ |
| 1994 | Kurva élet                             | DEMO                                       |
| 1995 | Jézusnak volt-e szakálla?              |                                            |
| 1996 | Jópofa                                 |                                            |
| 1997 | Nem akarunk mi bántani senkit          |                                            |
| 1998 | Máshol jársz                           |                                            |
| 1999 | Emberek és Állatok                     |                                            |
| 2000 | Az élet szaga                          |                                            |
| 2001 | Punkpopsuperstar                       |                                            |
| 2002 | Valahol, ott a lábad előtt             |                                            |
| 2003 | Punkpopsuperstar 2                     |                                            |
| 2004 | Most is ugyanolyan jó                  | videoalbum k jubilejnímu 10. výročí        |
| 2005 | Alvinmánia 1. rész                     | výběrové album                             |
| 2005 | Alvinmánia 2. rész                     | výběrové album                             |
| 2006 | Mi ilyenkor szoktunk sírni!            |                                            |
| 2008 | A végén majd meghajlunk                |                                            |
| 2009 | Hazudni kell                           | EP                                         |
| 2010 | Alvin Unplugged - Akusztikus lemez     | akustická deska                            |
| 2010 | Szörnyek pedig léteznek                |                                            |
| 2012 | Bátorság, nyújtott kéz                 |                                            |
| 2014 | A bölcsek meg hallgattak               |                                            |
| 2015 | 20 Éves Jubileumi Koncert - Első 10 ÉV | záznam z koncertu k jubilejnímu 20. výročí |

### Videografie
- Pont Jókor ('Az élet szaga)
- Rémálom (Jópofa)
- Kicsit (Valahol, ott a lábad előtt)
- Hajnal (Punkpopsuperstar 2)
- Sziámi (Most is ugyanolyan jó)
- Mikor a földön véget ért az élet... ('Alvinmánia 2. rész)
- Én még tükörbe tudok nézni (Mi ilyenkor szoktunk sírni!)
- Illúzió (A végén majd meghajlunk)
- Istenek szemével (A végén majd meghajlunk)